# Anthodioctes salvatoris
Anthodioctes salvatoris là một loài Hymenoptera trong họ Megachilidae. Loài này được Urban mô tả khoa học năm 1999.